# Karl Fernström
Karl Fernström, född den 25 mars 1882 i Hurva, Malmöhus län, död 2 april 1949, var en svensk typograf, journalist och författare.
Utbildad till och verksam som typograf var han också medarbetare i tidningarna Brand, Syndikalisten och Nya Folkviljan. Efter Carl G. Schröders avgång blev han 1915 redaktör för den sistnämnda fram till 1919, då han valdes till arbetsledare på SAC:s tryckeri, sedermera Federativs. Då organisationen flyttade till Stockholm 1921 knöts han som journalist till tidningen Arbetaren, där han innehade en rad olika poster.
Han var från 1905 gift med Anna Andersson (1882–1971). De är begravda på Bromma kyrkogård.